# Przejście graniczne Tłumaczów-Otovice
Przejście graniczne Tłumaczów-Otovice – polsko-czeskie drogowe przejście graniczne położone w województwie dolnośląskim, w powiecie kłodzkim, w gminie Radków w miejscowości Tłumaczów, zlikwidowane w 2007.

## Opis
Przejście graniczne Tłumaczów-Otovice z miejscem odprawy granicznej po stronie polskiej w miejscowości Tłumaczów i czeskiej w miejscowości Otovice czynne było przez całą dobę. Dopuszczony był ruch pieszych, rowerystów, motocykli, autokarów,samochodów osobowych i mały ruch graniczny. Kontrolę graniczną wykonywała Graniczna Placówka Kontrolna Straży Granicznej w Tłumaczowie. Po polskiej stronie do przejścia granicznego prowadziła droga wojewódzka nr 385.
21 grudnia 2007 na mocy układu z Schengen przejście graniczne zostało zlikwidowane.

### Przejścia graniczne z Czechosłowacją
W okresie istnienia Czechosłowacji od 28 grudnia 1985 funkcjonowało w tym miejscu polsko-czechosłowackie drogowe przejście graniczne Tłumaczów-Otovice i małego ruchu granicznego I kategorii. Dopuszczony był ruch osób i środków transportu dla wszystkich posiadaczy przepustek. Kontrola celna wykonywana była przez organy celne.
Nieopodal drogowego przejścia, po 1945 istniało kolejowe przejście graniczne na linii ze Ścinawki Średniej do Otovic, zamknięte w 1949, a formalnie zlikwidowane w 1969 W związku z możliwością wybuchu konfliktu zbrojnego między Polską a Czechosłowacją, 18 marca 1946 w Tłumaczowie polscy kolejarze rozebrali liczący około 80 m odcinek toru na linii kolejowej ze Ścinawki Średniej do Broumova. Działania te miały uniemożliwić wjazd czechosłowackich pociągów z żołnierzami na terytorium polskie.

## Galeria

Przejście graniczne Tłumaczów-Otovice
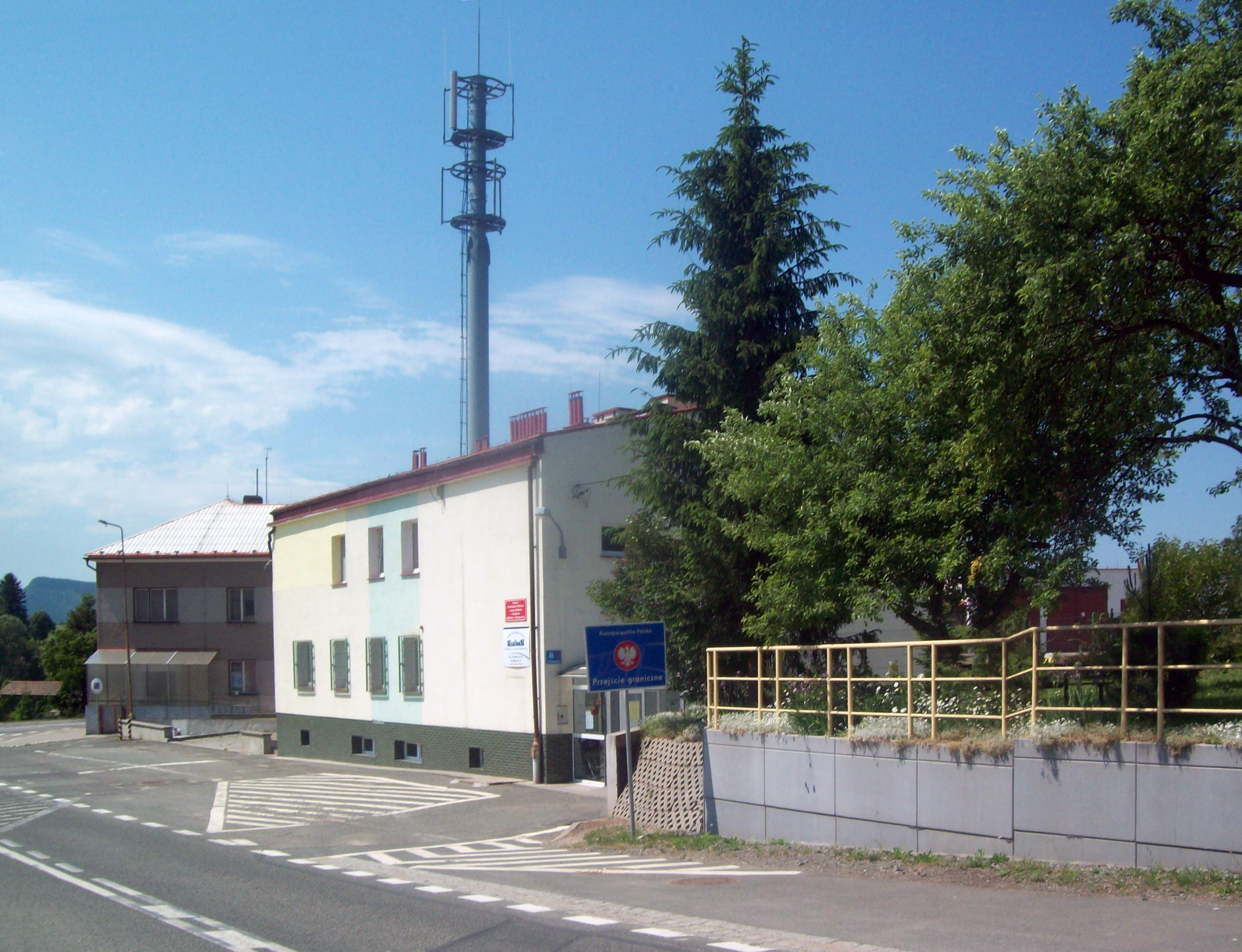
(marzec 2007)
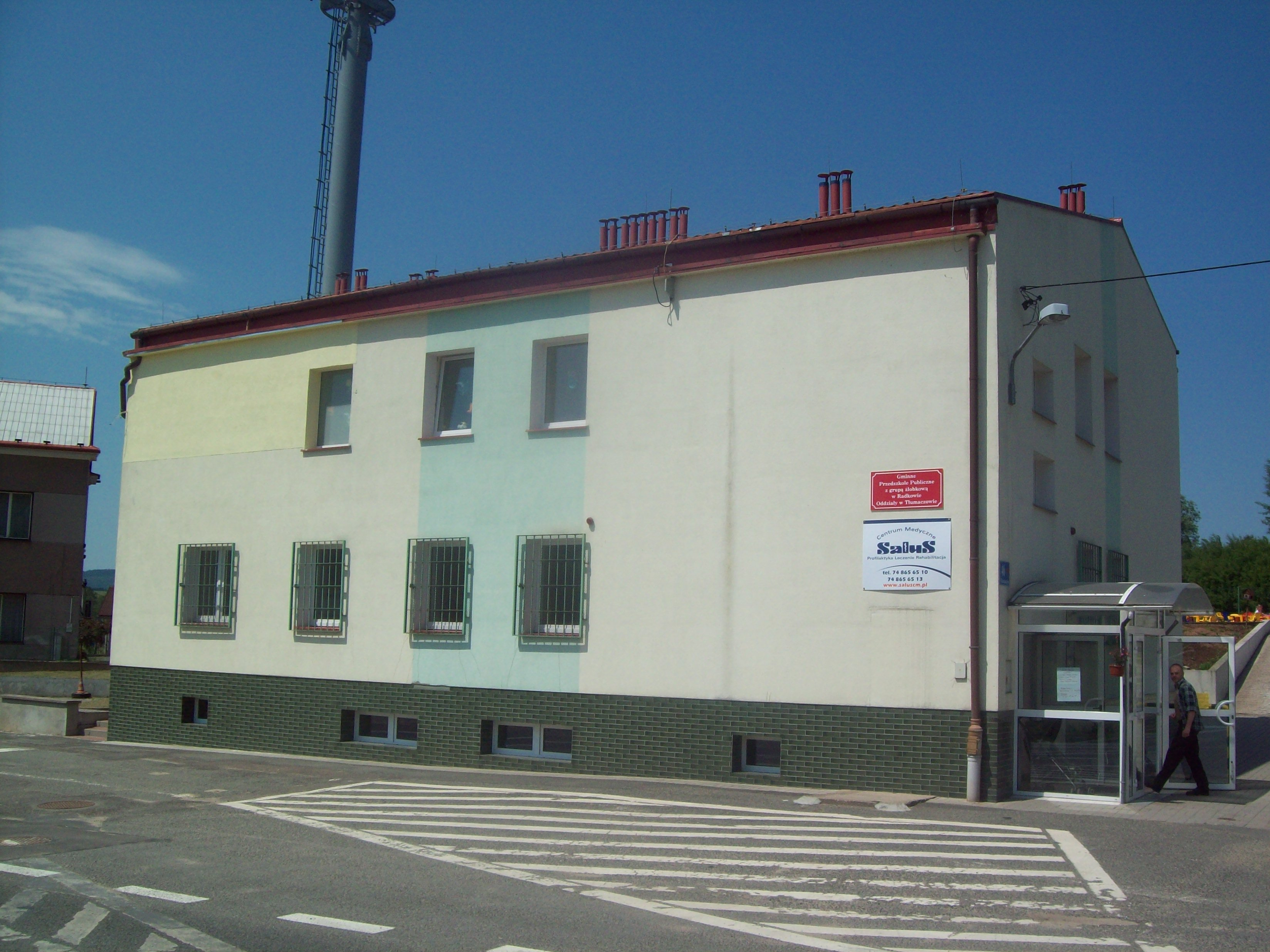
(marzec 2007)